# Kengy Saramandif
Kengy Saramandif (ur. 10 maja 1997) – maurytyjski piłkarz grający na pozycji pomocnika. Jest wychowankiem klubu Pamplemousses SC.

## Kariera klubowa
Swoją karierę piłkarską Saramandif rozpoczął w klubie Pamplemousses SC. W sezonie 2016/2017 zadebiutował w jego barwach w pierwszej lidze maurytyjskiej. Wraz z tym klubem trzykrotnie został mistrzem Mauritiusa w sezonach 2016/2017, 2017/2018 i 2018/2019 oraz wicemistrzem w sezonie 2022/2023. Zdobył też Puchar Mauritiusa w 2018 roku.

## Kariera reprezentacyjna
W reprezentacji Mauritiusa Saramandif zadebiutował 25 czerwca 2017 roku w przegranym 0:1 meczu COSAFA Cup 2017 z Angolą.